# Football Canon 105 de Libreville
El Football Canon 105 de Libreville és un club gabonès de futbol de la ciutat de Libreville. Va ser fundat el 1975 com al de l'armada i la policia. Juga a l'Stade Omar Bongo. Durant uns anys fou conegut com a ASMO (AS Militaire Omnisports).

## Palmarès
- Lliga gabonesa de futbol: [2]
  - 1978, 1982, 1983, 1985, 1986, 1987, 1997, 1998, 1999, 2001, 2007

- Copa gabonesa de futbol: [3]
  - 1984, 1986, 1996, 2004, 2009

- Supercopa gabonesa de futbol: [3]
  - 2007